# About Cherry
Cherry (About Cherry) è un film del 2012 diretto da Stephen Elliott.

## Trama
Angelina ha 18 anni e ha una madre che soffre di problemi con l'alcool e in più ha un compagno che poco la rispetta. Per ottenere più soldi, da una lavanderia inizia a posare nuda per una sola volta.
Dopo avere ottenuto questi soldi, decide di andarsene da casa e a vivere a San Francisco con il suo miglior amico Andrew, dove inizia ad avere a che fare con il soft porno usando il soprannome di Cherry. Grazie al suo aspetto ingenuo riesce a farsi strada in questo mondo ma anche al di fuori, nonostante i forti pregiudizi.

## Distribuzione
Il film è stato presentato al Festival internazionale del cinema di Berlino nel 2012. In Italia è stato distribuito direttamente in DVD e Blu-ray da Koch Media a partire dal 24 aprile 2013.